# 勒罗贝尔
勒罗贝尔（法語：Le Robert，法語發音：[lə ʁɔbɛʁ]）是法国海外省马提尼克的一个市镇，属于拉特里尼泰区。

## 地理
勒罗贝尔（14°40'39"N, 60°56'21"W）面积47.3 平方千米，位于法国海外省马提尼克。
与勒罗贝尔接壤的市镇（或旧市镇、城区）包括：勒弗朗索瓦、格罗莫讷、勒拉芒坦、拉特里尼泰。
勒罗贝尔的时区为UTC−04:00（大西洋时区）。

## 行政
勒罗贝尔的邮政编码为97231，INSEE市镇编码为97222。

## 政治
勒罗贝尔的现任市长为阿尔弗雷德·蒙蒂厄（Alfred Monthieux）先生，任期为2020-2026年。

## 人口

1962-2008年间勒罗贝尔人口变化图示

勒罗贝尔于2022年1月1日时的人口数量为21490人。